# Josignacio

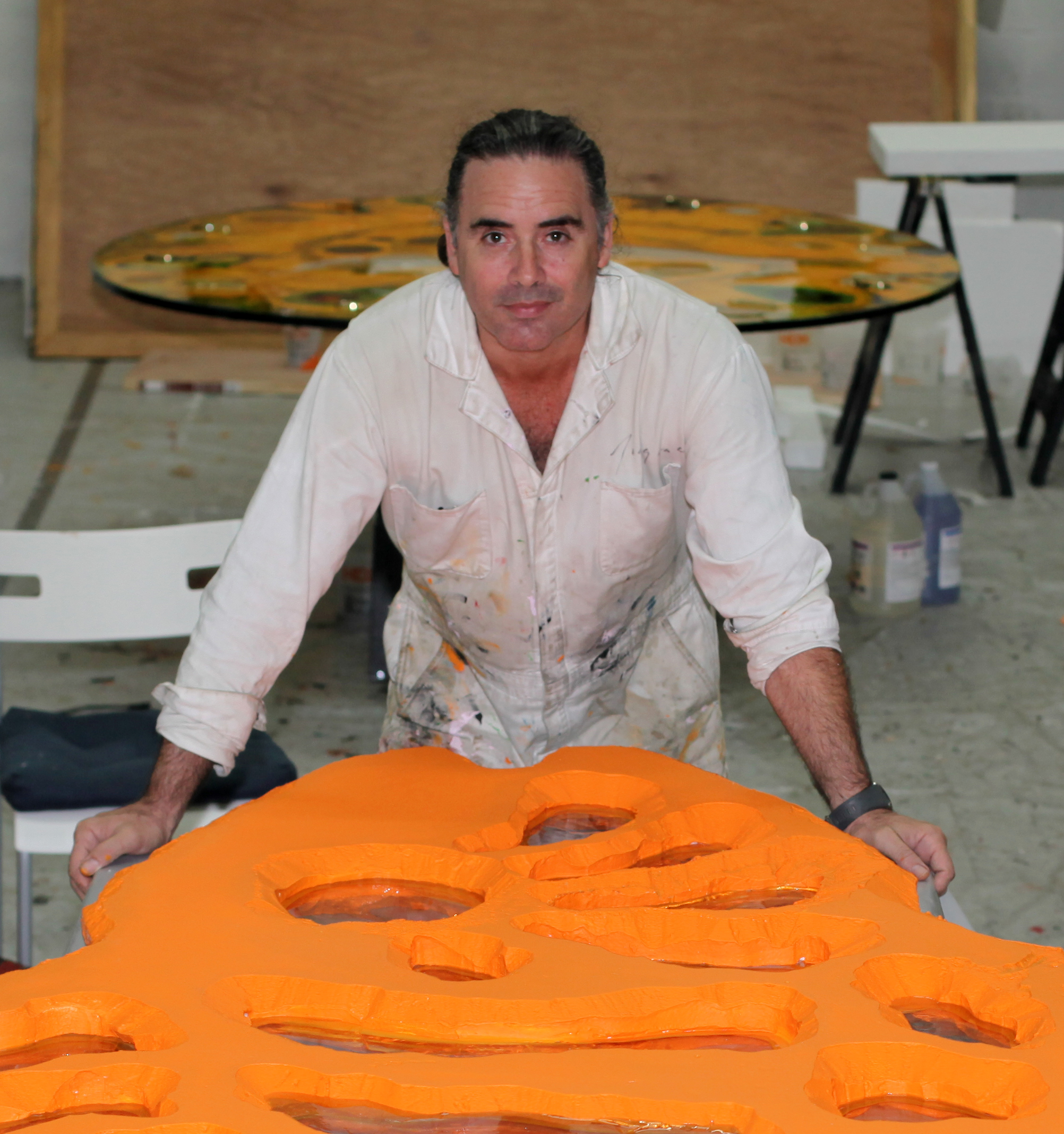
Josignacio in seinem Atelier in Miami (2015)

Josignacio (* 24. Oktober 1963 als José Ignacio Sánchez-Rius in Havanna, Kuba) ist ein zeitgenössischer kubanisch-amerikanischer Künstler und Schriftsteller. Er gilt als einer der wichtigsten lebenden zeitgenössischen Künstler Kubas und Lateinamerikas, bekannt für seine Innovationen im Medium der Malerei und seine Teilnahme an kulturellen Veranstaltungen in den USA und Kuba.

## Leben
Josignacio wurde am 24. Oktober 1963 in Havanna, Kuba, geboren. In den 1980er Jahren wurde er in der kubanischen Kunstszene als Schlüsselfigur der sogenannten „Generation der 80er Jahre“ oder der „Neuen Kubanischen Kunst“ bekannt. Seit 1989 lebt Josignacio in den Vereinigten Staaten. Er hat eine Generation junger kubanischer Künstler geprägt und bekannt gemacht, die von Kritikern als die „rebellische Generation der 80er Jahre“ bezeichnet wird. Josignacio, der in Havanna, Kuba, aufgewachsen ist, wird auch oft dafür gelobt, dass er dazu beigetragen hat, die zeitgenössische kubanische Kunstszene von seiner Heimatstadt Havanna in die Kunstszene von Miami zu verlagern.

## Werk
1984 entwickelte Josignacio das Plastic Paint Medium. Diese Technik zeichnet sich durch die Verwendung von Epoxidharzen als Bindemittel und Pigmenten als Farbmittel aus, wodurch eine plastische Oberfläche mit einem neuen visuellen Effekt entsteht. Der Kunstkritiker Leonel Lopez-Nussa bezeichnete diese neue Technik als Newismus. Kenworth W. Moffett, ehemaliger Direktor des Kunstmuseums von Fort Lauderdale, Florida, sagte: Diese neue Technik ist das Ergebnis der Verschmelzung von Kunst und Technologie.
Josignacios kontroverse Ausstellungen mit Titeln wie Marihuana, The Miami Clowns, Liquid Sex und Hot Sex At Your Own Risk haben in der Kunstszene von Miami für Aufsehen gesorgt. Seine Werke wurden in Kuba, Europa und den USA ausgestellt und sind in den Sammlungen mehrerer bedeutender kultureller Institutionen vertreten, darunter das Tampa Museum of Art und die Nationalbibliothek von Kuba.

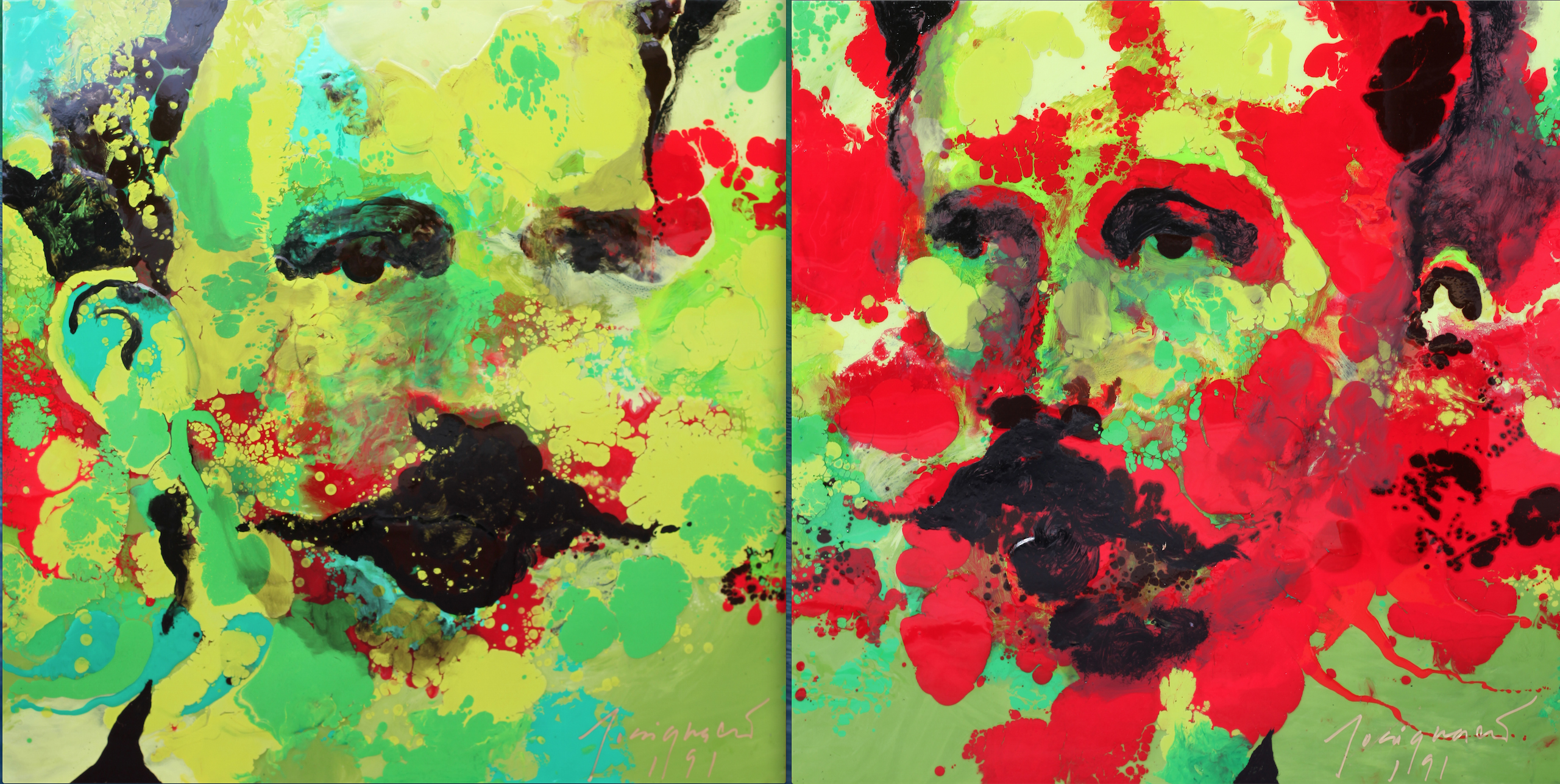
Mi verso es de un verde claro y de un carmín encendido (Mein Vers ist von hellem Grün und feurigem Karminrot), 2017. Biblioteca Nacional de Cuba José Martí